# Actinia rosula
Actinia rosula is een zeeanemonensoort uit de familie Actiniidae. De anemoon komt uit het geslacht Actinia. Actinia rosula werd in 1834 voor het eerst wetenschappelijk beschreven door Ehrenberg. 